# Distrikt Corongo
Der Distrikt Corongo liegt in der Provinz Corongo in der Region Ancash in West-Peru. Der Distrikt wurde am 2. Januar 1857 gegründet. Er besitzt eine Fläche von 152 km². Beim Zensus 2017 wurden 1774 Einwohner gezählt. Im Jahr 1993 lag die Einwohnerzahl bei 2515, im Jahr 2007 bei 1824. Die Distriktverwaltung befindet sich in der 3141 m hoch gelegenen Provinzhauptstadt Corongo mit 1337 Einwohnern (Stand 2017).

## Geographische Lage
Der Distrikt Corongo liegt an der Westflanke der peruanischen Westkordillere im zentralen Nordwesten der Provinz Corongo. Der Río Manta, rechter Nebenfluss des Río Santa, fließt entlang der südöstlichen Distriktgrenze nach Südwesten und entwässert das Areal.
Der Distrikt Corongo grenzt im Südwesten an den Distrikt Yupán, im Westen an den Distrikt Bambas, im Nordwesten an die Distrikte Llapo und Tauca (beide in der Provinz Pallasca), im äußersten Norden an den Distrikt Cabana (ebenfalls in der Provinz Pallasca), im Osten an den Distrikt Aco sowie im Südosten an die Distrikte Yánac und La Pampa.

## Wasserwirtschaft
In Corongo wird die Zuteilung des Wassers zur Bewässerung der Felder noch so organisiert wie schon in Vor-Inka-Zeiten. Ein „Wasserrichter“, der für ein Jahr gewählt wird, leitet die notwendigen Arbeiten und verteilt minutiös das zur Verfügung stehende Wasser. Er tritt zu Jahresbeginn seinen Posten an und erhält als Amtsinsignien eine Petersmitra und ein Holzzepter mit einer Petersfigur, das er bei Begehungen und Amtshandlungen hält. Es werden auch einige Gehilfen gewählt, damit alle Wehre rechtzeitig geöffnet und geschlossen werden können. Eine der Aufgaben vor der Regenzeit ist es, Gräben und Wasserbecken reinigen zu lassen.
Eine weitere Aufgabe des Wasserrichters ist es, die Feste der Stadt zu organisieren. Hier sind Dreikönig und Ostern zu nennen, und das größte Fest ist das Petersfest im Juni, bei dem die Verehrung des Schutzheiligen der Gegend und des Wassers zum Ausdruck kommt.
2017 wurden die Traditionen der Wasserrichter in die UNESCO-Liste des immateriellen Kulturerbes der Menschheit aufgenommen.